# Henri Fouquet
Henri Fouquet (Limburgo, 10 marzo 1825 – Schaerbeek, 14 ottobre 1893) è stato un architetto belga della seconda metà del XIX secolo. Le sue opere sono legate alle ferrovie belghe.

## Biografia
Henri Fouquet entrò nelle Ferrovie del Belgio nel 1841, all'età di 16 anni. Al lavoro quotidiano alternò lo studio da autodidatta e quello serale presso un istituto scolastico.
Nel corso del tempo si è affermò come ingegnere-architetto. Dopo 39 anni di servizio, tra il 1879 e il 1880 venne promosso a primo architetto "à titre personal", un riconoscimento del tutto eccezionale e non comune.
Fouquet si distinse per gli stemmi che decoravano le facciate delle stazioni. I medesimi stemmi decoravano anche gli edifici delle città vicine che potevano essere raggiunte in treno da quella determinata stazione.
Dal 1892 il nome di Fouquet non comparve più nel fascicolo personale delle ferrovie. Tuttavia, anche dopo il suo ritiro, le stazioni furono completate secondo i suoi progetti.

## Opere
L'elenco delle opere di Fouquet include le seguenti stazioni:
- 1876-1879: Stazione di Lovanio, Martelarenplein. Edificio in stile eclettico con influenze del classicismo francese e del rinascimento italiano. Questo bene protetto è ampiamente considerato il capolavoro di Fouquet.

- 1880-1883: Stazione di Vilvoorde, Stationsplein. Edificio in stile neorinascimentale fiammingo. Bene protetto.

- 1884: Stazione di Nieuwpoort-Bad. Questa stazione dallo stile neoclassico si trovava sull'ex linea ferroviaria Diksmuide-Nieuwpoort-Bad, messa in servizio nel 1868. Dal 18 maggio 1952 la stazione è chiusa al pubblico. La linea non è più gestita dal 1974.

- 1887: Stazione di Halle, Graankaai en Vandenpeereboomstraat. Edificio di pregio architettonico, realizzato in stile neorinascimentale fiammingo. La stazione è stata attiva per più di un secolo. In parallelo alla costruzione della linea ad alta velocità Bruxelles - Parigi / Londra, la stazione venne smantellata nel 1993.